# Hoa hậu Siêu quốc gia 2013
Hoa hậu Siêu quốc gia 2013 là cuộc thi Hoa hậu Siêu quốc gia được tổ chức lần thứ năm vào ngày 6 tháng 9 năm 2013 tại Minsk, Belarus. Ekaterina Buraya đến từ Belarus, người chiến thắng Hoa hậu Siêu quốc gia 2012 đã trao vương miện cho người kế nhiệm là Mutya Johanna Datul đến từ Philippines. Đây là lần đầu tiên một cô gái châu Á giành được danh hiệu Hoa hậu Siêu quốc gia.

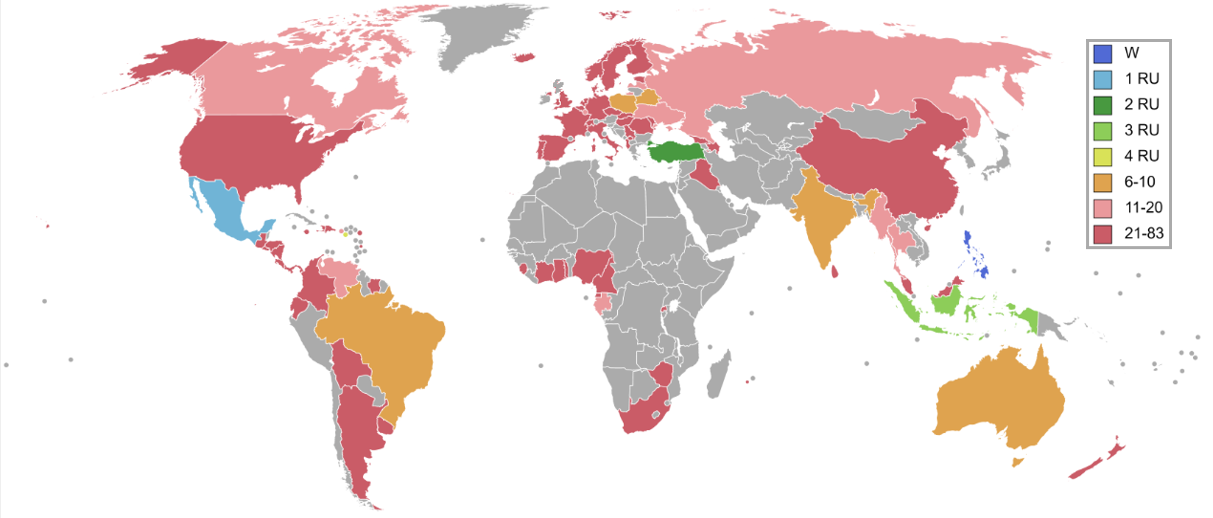
Các quốc gia và vùng lãnh thổ tham gia Hoa hậu Siêu quốc gia 2013 và kết quả.

## Kết quả

### Thứ hạng
| Kết quả                    | Thí sinh |
| -------------------------- | --- |
| Hoa hậu Siêu quốc gia 2013 | - Philippines – Mutya Johanna Datul |
| Á hậu 1                    | - Mexico – Jacqueline Morales |
| Á hậu 2                    | - Thổ Nhĩ Kỳ – Leyla Köse |
| Á hậu 3                    | - Indonesia – Cokorda Istri Krisnanda Widani |
| Á hậu 4                    | - Quần đảo Virgin (Mỹ) – Esonica Veira |
| Top 10                     | - Úc – Esma Voloder - Belarus – Wieranika Czacyna - Brazil – Raquel Benetti - Ấn Độ – Vijaya Sharma - Ba Lan – Angelika Ogryzek |
| Top 20                     | - Canada – Suzette Hernandez - Gabon – Hillary Ondo - Latvia – Diana Kubasova - Luxembourg – Heloise Paulmier - Myanmar – Khin Wint Wah - Puerto Rico – Desireé Del Río - Nga – Yana Dubnik - Thái Lan – Thanyaporn Srisen - Ukraine – Kateryna Sandulowa - Venezuela – Annie Fuenmayor |

### Thứ tự công bố
| 1. Venezuela 2. Puerto Rico 3. Úc 4. Ba Lan 5. Gabon 6. Canada 7. Thái Lan 8. Indonesia 9. Quần đảo Virgin (Mỹ) 10. Luxembourg 11. Ấn Độ 12. Mexico 13. Myanmar 14. Philippines 15. Belarus 16. Nga 17. Latvia 18. Thổ Nhĩ Kỳ 19. Brazil 20. Ukraine |

### Hoa hậu Châu lục
| Danh hiệu                                      | Thí sinh                      |
| ---------------------------------------------- | ----------------------------- |
| Hoa hậu Siêu quốc gia châu Phi                 | - Gabon – Hillary Ondo        |
| Hoa hậu Siêu quốc gia châu Mỹ                  | - Brazil – Raquel Benetti     |
| Hoa hậu Siêu quốc gia châu Á – Thái Bình Dương | - Úc – Esma Voloder           |
| Hoa hậu Siêu quốc gia châu Âu                  | - Belarus – Veronika Chachina |

### Các giải thưởng khác
| Giải thưởng           | Thí sinh                            |
| --------------------- | ----------------------------------- |
| Best National Costume | - Nicaragua – Alejandra Gross       |
| Miss Photogenic       | - Puerto Rico – Desirée Del Rio     |
| Miss Elegance         | - Thụy Điển – Sally Lindgren        |
| Miss Personality      | - Philippines – Mutya Johanna Datul |
| Miss Internet         | - Myanmar – Khin Wint Wah           |
| Miss Friendship       | - Ma Cao – Sarah Leyshan            |
| Miss Talent           | - Malaysia – Nancy Markus           |
| Miss Bikini           | - Ấn Độ – Fanney Ingvarsdóttir      |
| Top Model             | - Moldova – Valeria Donu            |

## Thí sinh
Cuộc thi năm nay có tổng cộng 83 thí sinh tham gia:
| Quốc gia / Lãnh thổ  | Thí sinh                       | Tuổi | Quê quán               |
| -------------------- | ------------------------------ | ---- | ---------------------- |
| Albania              | Deisa Shehaj                   | 20   | Tirana                 |
| Argentina            | Juliana Kawka                  | 20   | Buenos Aires           |
| Úc                   | Esma Voloder                   | 21   | Melbourne              |
| Azerbaijan           | Samira Akmanova                | 20   | Baku                   |
| Belarus              | Veronika Chachina              | 17   | Gomel                  |
| Bỉ                   | Karen Op't Eynde               | 19   | Overijse               |
| Bolivia              | Teresa Talamás                 | 20   | Beni                   |
| Brazil               | Raquel Benetti                 | 26   | São Francisco de Paula |
| Cameroon             | Johanna Medio Akamba           | 23   | Yaoundé                |
| Canada               | Suzette Hernandez              | 27   | Vancouver              |
| Trung Quốc           | Liu Qiang                      | 21   | Beijing                |
| Colombia             | Isabel Cristina Asprilla       | 24   | Bahía Solano           |
| Costa Rica           | Elena Correa                   | 22   | San José               |
| Cộng hòa Séc         | Lucie Klukavá                  | 21   | Ostrava                |
| Đan Mạch             | Alexandria Eissinger           | 23   | Roskilde               |
| Cộng hòa Dominica    | Alba Aquino                    | 23   | Higüey                 |
| Ecuador              | Giuliana Villavicencio         | 23   | Guayaquil              |
| El Salvador          | Metzi Solano                   | 23   | Santa Ana              |
| Anh                  | Rachel Christie                | 24   | London                 |
| Guinea Xích Đạo      | Lisa Ngondek                   | 18   | Malabo                 |
| Estonia              | Xenia Likhacheva               | 23   | Tallinn                |
| Phần Lan             | Asal Bargh                     | 26   | Helsinki               |
| Pháp                 | Camille René                   | 18   | Fort-de-France         |
| Gabon                | Hillary Ondo                   | 19   | Oyem                   |
| Đức                  | Jackeline Dobritzsch           | 20   | Berlin                 |
| Georgia              | Nino Gulikashvili              | 20   | Tbilisi                |
| Ghana                | Gety Baffoa                    | 21   | Accra                  |
| Guadeloupe           | Elodie Odadan                  | 17   | Basse-Terre            |
| Guatemala            | Ana Rodas                      | 26   | Guatemala City         |
| Haiti                | Manouchka Luberisse            | 26   | Port-au-Prince         |
| Honduras             | Andrea López                   | 18   | Siguatepeque           |
| Hồng Kông            | Sisi Wang                      | 25   | Hong Kong              |
| Hungary              | Anett Szigethy                 | 19   | Budapest               |
| Iceland              | Fanney Ingvarsdóttir           | 21   | Mosfellsbær            |
| Ấn Độ                | Vijaya Sharma                  | 21   | New Delhi              |
| Indonesia            | Cokorda Istri Krisnanda Widani | 21   | Tabanan                |
| Iraq                 | Klaodia Khalaf                 | 20   | Baghdad                |
| Ý                    | Laura Piras                    | 21   | Sardinia               |
| Bờ Biển Ngà          | Reine Aka                      | 20   | Abidjan                |
| Jamaica              | Maurita Robinson               | 23   | Kingston               |
| Kosovo               | Ramela Koleci                  | 22   | Pristina               |
| Latvia               | Diana Kubasova                 | 24   | Riga                   |
| Luxembourg           | Heloise Paulmier               | 18   | Luxembourg             |
| Macau                | Sarah Leyshan                  | 26   | Ma Cao                 |
| Malaysia             | Nancy Markus                   | 26   | Kuala Lumpur           |
| Martinique           | Cindy Jolie                    | 20   | Fort-de-France         |
| Mexico               | Jacqueline Morales             | 22   | Zapotlanejo            |
| Moldova              | Valeria Donu                   | 17   | Chișinău               |
| Myanmar              | Khin Wint Wah                  | 19   | Yangon                 |
| Hà Lan               | Leila Aigbedion                | 21   | Heemskerk              |
| New Zealand          | Chanè Berghorst                | 21   | Auckland               |
| Nigeria              | Neri Omoregie                  | 23   | Edo                    |
| Nicaragua            | Alejandra Gross                | 19   | Managua                |
| Bắc Ireland          | Chloe Marsden                  | 18   | Belfast                |
| Na Uy                | Marie Molo Peter               | 22   | Fredrikstad            |
| Panama               | Yinnela Yero                   | 23   | Herrera                |
| Philippines          | Mutya Johanna Datul            | 21   | Santa Maria            |
| Ba Lan               | Angelika Ogryzek               | 21   | Szczecin               |
| Bồ Đào Nha           | Bruna Monteiro                 | 21   | Bragança               |
| Puerto Rico          | Desirée Del Rio                | 26   | San Juan               |
| Réunion              | Julie Nauche                   | 25   | Saint-Denis            |
| Romania              | Natalia Rus                    | 17   | Maramureș              |
| Nga                  | Yana Dubnik                    | 22   | Novosibirsk            |
| Rwanda               | Aurore Mutesi Kayiranga        | 21   | Kigali                 |
| Serbia               | Tanja Cupic                    | 20   | Belgrade               |
| Sierra Leone         | Suad Dukuray                   | 22   | Freetown               |
| Slovakia             | Luciána Čvirková               | 20   | Bratislava             |
| Nam Phi              | Natasha Pretorius              | 23   | Cape Town              |
| Tây Ban Nha          | Eva Rogel                      | 23   | Seville                |
| Sri Lanka            | Gayesha Perera                 | 25   | Colombo                |
| Suriname             | Jaleeza Weibolt                | 21   | Paramaribo             |
| Thụy Điển            | Sally Lindgren                 | 22   | Stockholm              |
| Thụy Sĩ              | Joana Loureiro                 | 20   | Bern                   |
| Thái Lan             | Thanyaporn Srisen              | 25   | Bangkok                |
| Togo                 | Armande Akumah                 | 22   | Lomé                   |
| Thổ Nhĩ Kỳ           | Leyla Köse                     | 21   | Nevşehir               |
| Ukraine              | Kateryna Sandulova             | 23   | Kyiv                   |
| Hoa Kỳ               | Kristy Abreu                   | 19   | Westchester            |
| Uruguay              | Agustina Mederos               | 22   | Montevideo             |
| Quần đảo Virgin (Mỹ) | Esonica Veira                  | 24   | Charlotte Amalie       |
| Venezuela            | Annie Fuenmayor                | 22   | Maracaibo              |
| Wales                | Fallon Robinson                | 18   | Cardiff                |
| Zimbabwe             | Lungile Mathe                  | 23   | Harare                 |

## Chú ý

### Lần đầu tham gia
| - Argentina - Úc - Ghana - Guadeloupe - Indonesia - Jamaica - Bờ Biển Ngà - Luxembourg - Ma Cao | - Malaysia - Martinique - Myanmar - Nicaragua - Réunion - Sierra Leone - Sri Lanka - Thụy Sĩ - Uruguay |

### Trở lại
- Lần cuối tham gia vào năm 2009:
  -  Azerbaijan
- Lần cuối tham gia vào năm 2010:
  -  Cameroon
  -  Trung Quốc
  -  Guatemala
  -  Haiti
  -  Iraq
  -  Ý
  -  Mexico
- Lần cuối tham gia vào năm 2011:
  -  Colombia
  -  El Salvador
  -  Guinea Xích Đạo
  -  Phần Lan
  -  Hồng Kông
  -  Latvia
  -  Moldova
  -  Hà Lan
  -  New Zealand
  -  Nga
  -  Slovakia
  -  Togo
  -  Ukraine
  -  Zimbabwe

### Bỏ cuộc
- Belize
- Bosnia và Herzegovina
- Cuba
- Israel
- Lithuania
- Macedonia
- Montenegro
- Scotland
- Slovenia
- Việt Nam

### Tham gia các cuộc thi khác
| Hoa hậu Thế giới - 2010: Iceland - Fanney Ingvarsdóttir - 2011: Ba Lan - Angelika Ogryzek, Quần đảo Virgin thuộc Mỹ - Esonica Veira (Top 15) Hoa hậu Hoàn vũ - 2017: Quần đảo Virgin thuộc Mỹ - Esonica Veira Hoa hậu Quốc tế - 2006: Sri Lanka - Gayesha Perera - 2011: Puerto Rico - Desireé Del Río (Á hậu 3) - 2012: Estonia - Xenia Likhacheva Hoa hậu Trái đất - 2009: Latvia - Diana Kubasova - 2011: Estonia - Xenia Likhacheva - 2014: Quần đảo Virgin (Mỹ) - Esonica Veira Hoa hậu tất cả các quốc gia - 2010: Latvia - Diana Kubasova (Người chiến thắng) Hoa hậu Hành tinh Du lịch - 2013: Nam Phi - Natasha Pretorius Hoa hậu Châu Á - Thái Bình Dương Thế giới - 2012: Latvia - Diana Kubasova (Á hậu 2) - 2012: Sri Lanka - Gayesha Perera (15 Top) Miss Bikini International - 2010: Latvia - Diana Kubasova (Á hậu 1) - 2011: Costa Rica - Elena Correa Miss Euro - 2012: Cộng hòa Séc - Lucie Klukava Hoa hậu Quốc tế Toàn cầu - 2012: Haiti - Manouchka Luberisse Miss Globe International - 2012: Đức - Jackeline Dobritzsch Hoa hậu Nhân loại Quốc tế - 2011: Nam Phi - Natasha Pretorius - 2012: Na Uy - Marie Molo Peter Hoa hậu Liên lục địa - 2012: Latvia - Diana Kubasova (15 Top) | Miss Regal International - 2016: Quần đảo Virgin (Mỹ) - Esonica Veira Miss Teen World - 2010: New Zealand - Chane Berghorst (12 Top) Hoa hậu Du lịch Quốc tế - 2012: Estonia - Xenia Likhacheva - 2012: Luxembourg - Heloise Paulmier Miss Tourism Queen International - 2009: Sri Lanka - Gayesha Perera (Hoa hậu Tài năng) Miss Tourism Queen of The Year International - 2011: Costa Rica - Elena Correa - 2011: Bồ Đào Nha - Bruna Monteiro Siêu mẫu quốc tế - 2012: Bồ Đào Nha - Bruna Monteiro (Á quân 2) |

## Liên kết
- Trang web chính thức